# Utrenitsa Vallis
Utrenitsa Vallis is een vallei op de planeet Venus. Utrenitsa Vallis werd in 1997 genoemd naar Utrenitsa, de naam van de planeet Venus in het Oudrussisch.
De vallei heeft een lengte van 700 kilometer en bevindt zich ten westen van Charykh-Keyok Dorsa in het quadrangle Metis Mons (V-6).